# Карачаров Олександр Іванович
Олександр Іванович Карачаров (нар. 1893, село Інютіно Нижньогородського повіту Нижньогородської губернії, тепер Нижньогородської області, Російська Федерація — 22 липня 1970, місто Горький, тепер Нижній Новгород, Російська Федерація) — радянський діяч органів держбезпеки, народний комісар внутрішніх справ Марійської АРСР. Входив до складу особливої трійки НКВС СРСР. Депутат Верховної Ради СРСР 1-го скликання (1937—1939).

## Біографія
Народився в родині пастуха. У 1904 році закінчив церковноприходське училище.
У квітні — листопаді 1907 року — пастух в селі Борисово-Покровське. У квітні — листопаді 1908 року — пастух в селі Сіуха. У листопаді 1908 — грудні 1910 року — працював у своєму господарстві в селі Сіуха Нижньогородської губернії. У грудні 1910 — грудні 1911 року — чорнороб у збирача брухту в селі Гордєєвці.
У грудні 1911 — вересні 1914 року — чорнороб, підручний ливарника, ливарник на заводі «Сан-Галлі» в Санкт-Петербурзі. У 1914 році був заарештований за участь в маївках, страйках і агітацію.
У жовтні 1914 — 1915 року — матрос машинної команди російського канонерського човна «Бобер». З 1915 по 1916 рік навчався в машинній школі. У 1915 — червні 1918 року — машинний утримувач російського канонерського човна «Бобер».
У лютому 1917 року брав участь в роззброєнні офіцерів в Кронштадті. У 1917 році обирався делегатом загальноміської конференції балтійців.
Член РСДРП(б) з листопада 1917 року.
У 1918 році організовував загони Червоної гвардії в Фінляндії, до червня 1918 року був членом Абовського виконавчого комітету (Фінляндія). У квітні 1918 року поранений у боях з фінськими військами.
У червні 1918 — березні 1919 року — рядовий загону моряків Балтійського флоту в Петрограді.
З березня по липень 1919 року перебував у відпустці через поранення в селі Сіуха. У липні — жовтні 1919 року — агент з хліброзверстки Нижньогородського повітового продовольчого комітету.
У жовтні 1919 — жовтні 1920 року — військовий комісар Симбілейської волості Нижньогородського повіту. У жовтні 1920 — січні 1922 року — заступник голови Нижньогородської повітової комісії по боротьбі з бандитизмом. У лютому 1922 — вересні 1923 року — завідувач відділу управління Нижньогородського повітового виконавчого комітету, секретар президії Нижньогородського повітового виконавчого комітету.
З 1923 року — співробітник органів державної безпеки. У жовтні 1923 — жовтні 1924 року — уповноважений Нижньогородського губернського відділу ДПУ по місті Сормово. У жовтні 1924 — січні 1927 року — уповноважений Нижньогородського губернського відділу ДПУ по Павловському повіту.
У січні 1927 — вересні 1928 року — начальник секретного відділу Нижньогородського губернського відділу ДПУ.
У вересні 1928 — грудні 1930 року — начальник секретного відділу Башкирського обласного відділу ДПУ. У грудні 1930 — березні 1931 року — помічник начальника секретно-оперативного управління ДПУ по Башкирській АРСР.
З квітня 1931 року — помічник начальника секретно-оперативного управління Повноважного представництва ОДПУ по Івановській Промисловій області. У 1931 — червні 1934 року — начальник Кінешемського районного відділу ДПУ Івановської промислової області.
У червні — липні 1934 року — начальник Марійського обласного відділу ДПУ. 15 липня 1934 — 1 липня 1937 року — начальник управління НКВС по Марійській АРСР. 1 липня 1937 — 17 січня 1939 року — народний комісар внутрішніх справ Марійської АРСР. Входив до складу особливої трійки, створеної за наказом НКВС СРСР від 30 липня 1937 року, брав активну участь у сталінських репресіях.
Заарештований в січні 1939 року. Засуджений Військовою колегією Верховного суду СРСР 31 травня 1939 року за статтями 58-7, 58-8, 58-11 КК РРФСР до 20 років позбавлення волі. Відбував покарання у виправно-трудових таборах. 12 квітня 1956 року звільнений з Воркутинського виправно-трудового табору за визначенням Верховного суду Комі АРСР. Не реабілітований.
Проживав на пенсії в місті Горькому (Нижньому Новгороді), де й помер. Похований на Бугровському цвинтарі.

## Звання
- старший лейтенант державної безпеки (25.12.1935)

## Нагороди
- орден «Знак Пошани» (19.12.1937)